# El Kabir Pene
El Kabir Pene (Thies, Senegal, 18 de diciembre de 1984) es un exbaloncestista senegalés que jugaba en la posición de escolta. Desarrolló su carrera como profesional en Senegal y Francia. Fue además jugador de la selección de baloncesto de Senegal, llegando a participar del Campeonato Mundial de Baloncesto de 2006. 

## Trayectoria
Pene se formó como baloncestista en el US Rail Thiès, sin embargo fue su actuación en el club dakariano Union Sportive Gorée lo que captó la atención de los reclutadores franceses. De ese modo, en diciembre de 2005, fichó para Stade Clermontois de la Pro A. En ese club permaneció hasta el invierno de 2007, habiendo registrado una breve actuación con el Jeanne d'Arc Vichy en el final de la temporada 2005-06 de la Pro B.
Tras su salida del Stade Clermontois, Pene ya no volvería a jugar en la categoría de élite del baloncesto profesional francés, desempeñándose en cambio en clubes que militaban en la Nationale Masculine 1 y en la Nationale Masculine 2. Terminó su carrera profesional actuando para el Union Rennes.
Tras su retiro continuó residiendo en Francia como ciudadano de ese país. 

## Selección nacional
Pene jugó en la selección de baloncesto de Senegal, participando, entre otros torneos, de las ediciones 2005, 2007 y 2009 del AfroBasket, como así también del Campeonato Mundial de Baloncesto de 2006. 